# Holstenbrücke
Die Holstenbrücke ist eine Straßenbrücke über die Stadttrave in der Lübecker Altstadt.

## Lage
Die Holstenbrücke überspannt die Trave am westlichen Ende der Holstenstraße und führt auf das Holstentor zu. Sie stellt keine eigenständige Straße dar, sondern zählt bereits zum Holstentorplatz. Das Brückenbauwerk markiert die Grenze zwischen dem oberen (südlichen) und unteren (nördlichen) Teil der Stadttrave. Historisch bildete die Holstenbrücke die Verbindung zwischen dem ursprünglichen (inneren) Holstentor, das sich auf dem stadtseitigen Ufer des Flusses befand, und dem Torbau auf dem jenseitigen Traveufer, der 1366 erstmals erwähnt wird. Bis zum Bau der Drehbrücke im Jahr 1892 blieb sie die nördlichste Travequerung in Lübeck.

## Geschichte

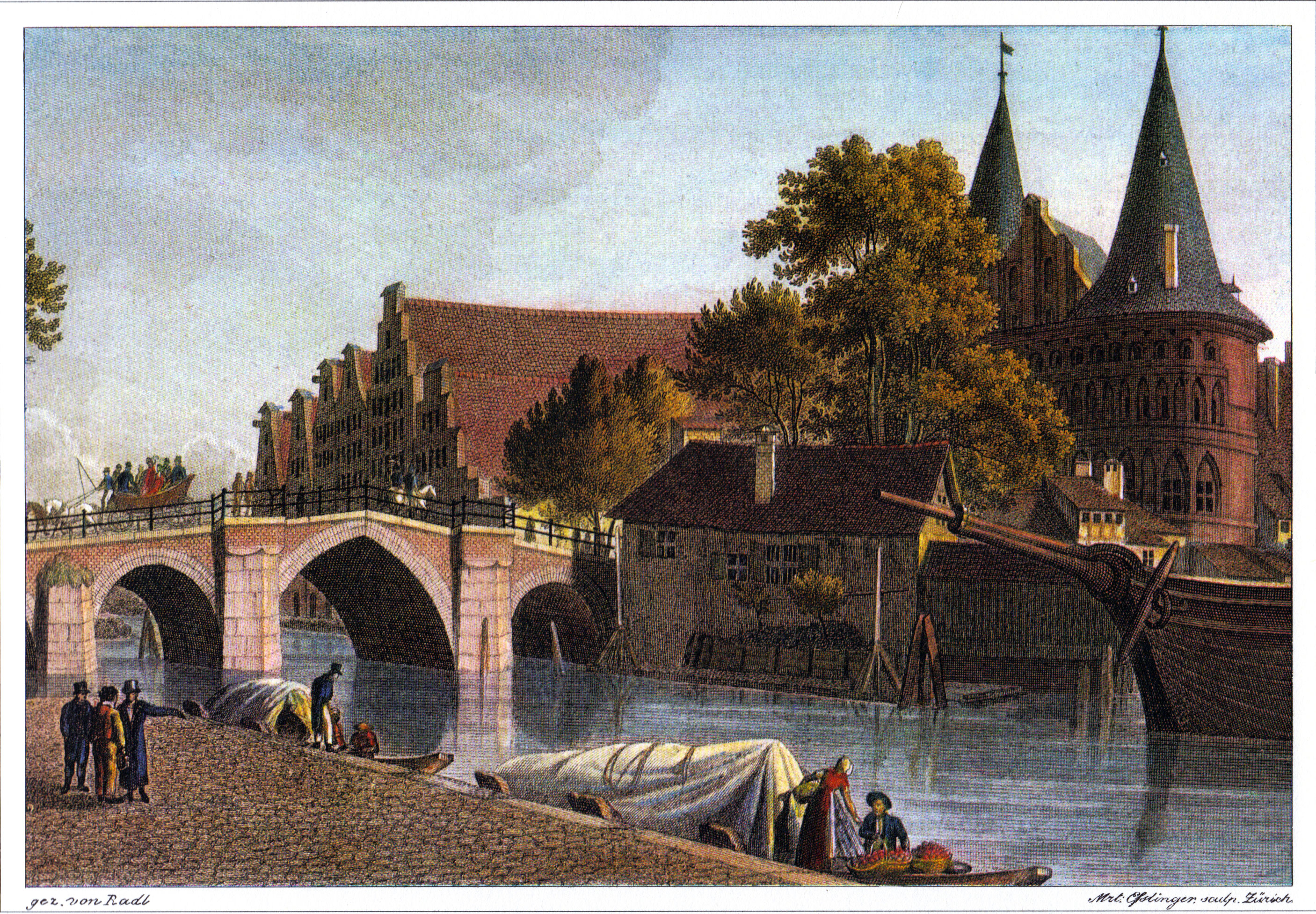
Die 1516 errichtete Holstenbrücke um 1820

Die 1854 errichtete Holstenbrücke im Jahre 1910

Die Eisenbahnbrücke

Eine Brücke, die vor dem inneren Holstentor über die Trave führte, ist erstmals in schriftlichen Quellen aus dem Jahre 1216 bezeugt. Wann sie errichtet wurde und welche Gestalt sie hatte, ist nicht überliefert; vermutlich handelte es sich um eine zeittypische Holzbrücke mit hochklappbarem Mittelstück. Am 4. November 1320 wurde sie durch ein Sturmhochwasser zerstört und musste durch einen steinernen Neubau ersetzt werden. Möglicherweise wurde die Holstenbrücke bereits 1376 zusammen mit dem inneren Holstentor abermals neu errichtet, da im Zusammenhang mit den Bauarbeiten am Tor von der Umleitung des Straßenverkehrs über eine Pontonbrücke unterhalb der Beckergrube berichtet wird.
Am 18. Juli 1500 stürzte die Holstenbrücke ein und wurde neu erbaut. Die Ausführung war vermutlich mängelbehaftet, denn schon 1516 war sie so schadhaft, dass ein kompletter Neubau nötig wurde. Da drei Jahre zuvor der Ratsbaumeister auf einer eigens hierzu angetretenen Dienstreise die öffentlichen Bauten Nürnbergs besichtigt hatte, wurde ihm aufgetragen, die neue Holstenbrücke nach Nürnberger Vorbild auszuführen. Errichtet wurde eine in der Mitte steil gebuckelte Bogenbrücke mit vier Bögen, von denen der als Spitzbogen gestaltete von der Stadt aus gesehen dritte der größte war. In der älteren Literatur findet sich noch die Angabe, die Holstenbrücke von 1516 sei nach dem Vorbild einer Nürnberger Brücke errichtet worden, die ihrerseits der Rialtobrücke in Venedig nachempfunden gewesen sei. Das ist jedoch unzutreffend, da die Rialtobrücke erst in den Jahren 1588 bis 1591 entstand.
1578 waren umfangreiche Instandsetzungsarbeiten nötig, in den Jahren 1632 bis 1634 mussten die Pfeiler erneuert werden und 1686 dann die Bögen. Weitere größere Arbeiten fanden zwischen 1821 und 1849 statt.
Die Holstenbrücke erwies sich im 19. Jahrhundert zunehmend als hinderlich. Auf jenes „Ärgernis“ sowie auf das des Nadelöhrs bei der Mühlenbrücke gehen in der Literatur die Protagonisten Ludwig Ewers’ in dessen Lübeckroman Die Großvaterstadt ein. Wegen der starken Steigung von beiden Seiten und des Buckels in der Mitte stellte sie für Fuhrwerke ein ernsthaftes und gefährliches Hindernis dar, zudem war sie für den zunehmenden Verkehr nach Eröffnung des Bahnhofs vor dem Holstentor zu schmal. 1853 wurde sie daher abgebrochen. Das Straßenniveau auf beiden Ufern wurde durch Aufschüttung erhöht und 1854 eine neue Brücke errichtet, die völlig ohne mittige Überhöhung mit einem einzigen großen Bogen die Trave überspannt. Mit dem Eisenbahnbau Lübecks wurde sie an der Nordseite zunächst um eine Trägerbrücke mit einem Eisenbahngleis ergänzt, die der Erschließung des Lübecker Hafens an der Untertrave diente. Mittels je einer Drehscheibe auf jeder Seite der Brücke wurden die Waggons jeweils einzeln um 90° gedreht, um die Brücke ebenfalls nur waggonweise passieren zu können. Diese umständliche Handhabung entfiel erst mit Inbetriebnahme der Drehbrücke.
Im 20. Jahrhundert erwies sich auch diese Brücke als zu schmal für das zunehmende Verkehrsaufkommen. 1934 wurde sie daher im Zuge der Umgestaltung des Holstentorplatzes zu beiden Seiten als Trägerbrücke verbreitert und erhielt ihr heutiges Aussehen; im Kern blieb jedoch die Brücke von 1854 erhalten.